# Иманголов, Салих Магомедович
Салих Магомедович Иманголов (9 августа 1947 года, село Верхний Чирюрт, Кизилюртовский район, ДАССР — 9 ноября 2012 года, город Махачкала, Дагестан) — дагестанский советский и российский театральный актер и режиссёр. Народный артист Дагестана (2007).

## Биография
Родился Салих Иманголов 9 августа 1947 года в селение Верхний Чирюрт Кизилюртовского района. В 1964-69 гг. учился в Тбилисском театральном институте им. Ш. Руставели. Сразу после окончания вуза начал актерскую деятельность в Аварском театре. В дальнейшем стал режиссером-постановщиком Аварского музыкально-драматического театра им. Г. Цадасы.

## Творчество

### Роли
- Башир («Камалил Башир» М. Абасила)
- Павел («Каждый осенний вечер» И. Пейчева)
- Халид («Аманат» А. Хачалова)

### Постановки
- «Московский жених» Георгия Гагиева
- «Кавказская красавица» В. Есьмана и К. Крикоряна
- «Свадьба Кодолава» Гамзата Цадасы